# 岩手県立種市高等学校

岩手県立種市高等学校（いわてけんりつ たねいちこうとうがっこう）は、岩手県九戸郡洋野町種市に所在する公立の高等学校。また安藤睦夫による愛唱歌「南部ダイバー」が海洋開発科において伝承され続けていることでも知られる。

## 設置学科
- 普通科 - 定員40名。2年次から就職に適したAコースと、進学に適したBコースに分かれる。Aコースでは主に「商業」の科目を学ぶ。就職率は100％である。Bコースからはほぼ毎年国公立大学進学を果している。[2]

- 海洋開発科 - 定員40名。約65年の歴史を持ち、南部もぐり固有のヘルメット式潜水や土木技術を学び、卒業までに生徒の9割が潜水士の資格を取得する[3]。港湾整備や防波堤建設に従事する潜水士は2017年で推計3300人おり、4～5人に１人が種市高出身である[3]。

## 沿革
- 1948年 - 岩手県立久慈農林高等学校の種市分校として開校。
- 1949年 - 本校の統合に伴い岩手県立久慈高等学校種市分校と改称。
- 1957年 - 海洋開発科において、南部もぐりの愛唱歌「南部ダイバー」の作詞・作曲を安藤睦夫に依頼する[4]。
- 1970年 - 岩手県立種市高等学校として独立。
- 2016年 - 日本の潜水の先駆者とされる増田萬吉の孫の増田平からヘルメット式潜水器を寄贈される[5]
- 2018年 - 日本潜水協会や海洋土木系の民間企業・団体の資金援助により生徒寮整備[3]。年内に海中潜水用実習船も県により新造される[3]。

## アクセス
- JR八戸線平内駅より徒歩13分